# El Fresno (Grado)
El Fresno (El Freisnu en asturiano y oficialmente) es una parroquia del concejo de Grado, en el Principado de Asturias (España). Alberga una población de 102 habitantes (INE 2021). Ocupa una extensión de 7,86 km².
Está situada en la zona noroeste del concejo. Limita al norte con las parroquias de Cabruñana y Villapañada; al este con la de La Mata; al sur, con la de Pereda; y al oeste con el concejo de Salas.
La parroquia de El Fresno, situada a 6 km de la capital del concejo, Grado, goza de una de las ubicaciones más privilegiadas del Principado de Asturias junto con la de Cabruñana, en la divisoria entre los valles de los ríos Nalón y Narcea, siendo atravesada de norte a sur por la ruta romana del Camín Real de la Mesa, y de este a oeste por el Camino de Santiago.

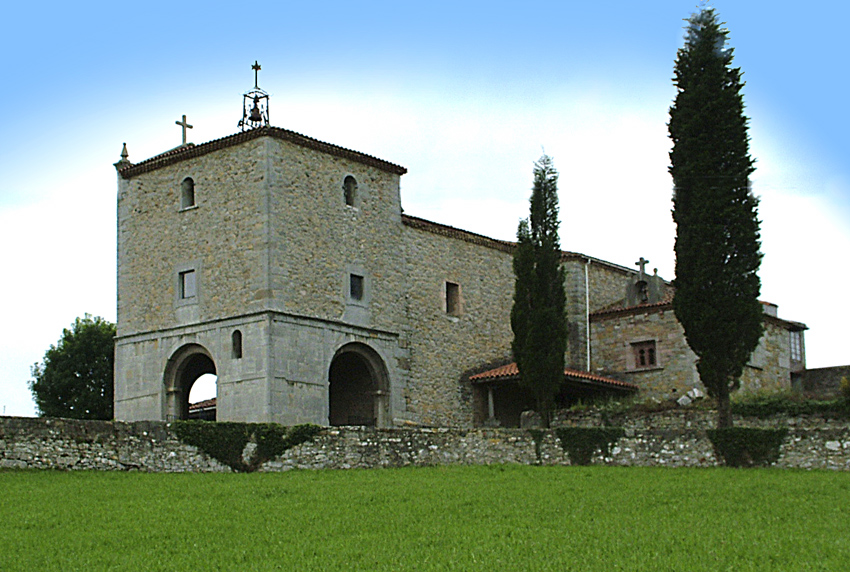
Ermita de Nuestra Señora de El Fresno

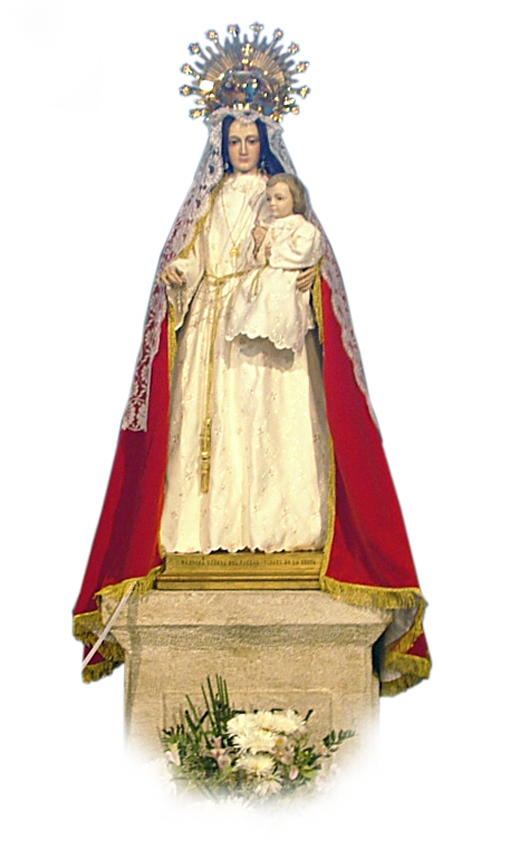
Virgen de El Fresno

Este último, contribuyó a resaltar la importancia del templo de Nuestra Señora del Fresno, dedicado a Santa María. Aunque sometido a varias reformas, data de los siglos XVII-XVIII.
Son varias las festividades que se celebran en la parroquia:
- 13 de junio, San Antonio, con oficio religioso.
- 8 de septiembre, Santa María, con oficio religioso y romería.
- del 21 al 29 de septiembre, novena de San Miguel, en la que los fieles recorren a pie el camino que separa Grado de la iglesia.

Las inmediaciones de El Fresno tuvieron también cierta importancia durante la Guerra de la Independencia, debido a su estratégica ubicación, ya comentada.

## Poblaciones
Según el nomenclátor de 2009 la parroquia está formada por las poblaciones de:
- Alvare (lugar): 55 habitantes.
- El Bondello (El Bondéu en asturiano) (casería): 8 habitantes.
- La Caridad (La Caridá) (casería): 7 habitantes.
- Los Fornos (lugar): 29 habitantes.
- El Fresno (El Freisnu) (aldea): 11 habitantes.
- Los Macetes (casería): 7 habitantes.
- Las Novales (casería): 7 habitantes.
- La Tronca (casería): 3 habitantes.